# Oxalis obtusa
Oxalis obtusa är en harsyreväxtart som beskrevs av Nikolaus Joseph von Jacquin. Oxalis obtusa ingår i släktet oxalisar, och familjen harsyreväxter. Inga underarter finns listade i Catalogue of Life.